# Chantal Fanny
Chantal Moussokoura Fanny est une femme politique et diplomate ivoirienne. Ambassadrice plénipotentiaire de la république de Côte d’Ivoire, elle a été également Maire de la commune de Kaniasso jusqu'aux derrières élections municipales de septembre 2023. Elle reste toujours Sénatrice de la région du Folon.

## Biographie
Née d’un père ex-diplomate (feu Inza Fanny) et mère de trois(3) enfants, Chantal Fanny fut en 1983 la présidente du MEECI(Mouvement des élèves et étudiants de Côte d’Ivoire) au Lycée classique d’Abidjan. Diplômée en Sciences politiques de l’Université Laval et doctorante en Science politique de l’Université Atlantique d’Abidjan, elle est aussi titulaire d’un DESS en communication,,. Elle commence sa carrière diplomatique en 2006 en tant que secrétaire adjoint des Affaires étrangères au ministère des Affaires étrangères. En 2013, elle devient maire de Kaniasso et est réélue à ce poste en 2018. Conseillère du président de l’Assemblée nationale de Côte d’Ivoire, Guillaume Soro, jusqu’à avril 2018,, elle est nommée Vice-présidente du Sénat de Côte d’Ivoire chargée de la Diaspora et de la coopération internationale le 12 octobre 2021. Le 7 décembre 2021, elle est élue au secrétariat général du Bureau de l’association des femmes parlementaires de la CEDEAO (ECOFEPA),.
Chantal Fanny est ex-animatrice télé à la Radio Télévision Ivoirienne (RTI 1) des émissions culinaires « Saveurs du monde et Délices de Shanny » et mariée depuis le 17 mars 2022 au Docteur Diaby Mamadou, le médecin particulier du président de la république de Côte d’Ivoire, Alassane Ouattara. Elle est la fondatrice du Réseau des femmes leaders et est engagée dans la promotion du leadership féminin.

## Distinctions
- Diplômée influente de l’Université Laval (Canada)[7]